# Сыдыков, Абдыкерим Сыдыкович
Абдыкерим Сыдыкович Сыдыков (кирг. Абдыкерим Сыдык уулу; родился в 1889 году в местности Баш-Кара-Суу, Канайской волости Пишпекского уезда (ныне — Аламудунский район Чуйской области Кыргызстана) — 18 февраля 1938, Фрунзе) — киргизский советский общественный и государственный деятель, историк, один из первых киргизских учёных. Один из отцов-основателей советской киргизской государственности.

## Биография
Дед Абдыкерима — Узбек Бошкоев (1826—1912 гг.), племянник Байтик батыра. В течение длительного времени он управлял Талкановской волостью Пишпекского уезда. Одновременно был известен как крупный предприниматель и купец. Отец — Сыдык Узбеков тоже пошел по стопам своего родителя. Более десяти лет управлял Талкановской волостью. 1912 −1915 гг. избирался бием (судьей) Пригородной волости Пишпекского уезда. Занимался предпринимательством, после революции — частным скотоводством и хлебопашеством. В 1930 г. был приговорен к году исправительных работ «за невыполнение твердого задания полностью» по уплате налогов. После отбытия наказания жил с сыном Абдыкеримом во Фрунзе.
Сын манапа племени солто, рода талкан. Учился в мусульманском мектебе, где усвоил азы арабского языка и познакомился с Кораном. В 1904 г. поступил в Верненскую мужскую гимназию, в 1911 окончив гимназию, год учился на ветеринарном факультете в Казанском университете, но из-за болезни не окончив учёбу вернулся на родину.
16 ноября 1912 года обратился на имя императора к Пишпекскому уездному начальнику с просьбой назначить словесным переводчиком и с 1913 года работал переводчиком Пишпекского уездного управления. В управе А.Сыдыков дослужился до чина Коллежского регистратора. Награждён орденом Святого Станислава 3-й степени с мечом и бантом. В 1917 году был выдвинут кандидатом в депутаты Учредительного собрания.
В 1917 году поддержал Февральскую революцию в России. После победы в ней становится заместителем Пишпекского уездного комиссара Временного правительства. Он занимает также должности председателя торгово-хозяйственной и промышленной секции, заведующего подотделом по оказанию бесплатной юридической помощи бедноте в национальном отделе.
Летом 1917 года — А. Сыдыков при активном участии И.Арабаева, Д.Сооромбаева, С.Чукина, Н.Тулина, И.Айдарбекова и других создаёт пишпекское отделение казахско-киргызской партии «Алаш-Орда». Но уже в 1918 г. с началом «красного террора» после покушения на Ленина, Пишпекское отделение Алаш было распущено. После был членом партии социалистов революционеров (эсеров). С октября 1918 года — член большевистской партии.
С 1918 — вновь заместитель Пишпекского уездного комиссара, председатель мусульманского бюро, затем, заведующий организационно-инструкторским отделом Семиреченского областного комитета Коммунистической партии Туркестана. Был одним из тех, кто выдвигал идею создания автономной государственности киргизов.
В конце 1919 г. А. Сыдыков утверждается заместителем председателя мусульманского бюро Джетысуйского обкома коммунистической партии Туркестана. После слияния Мусбюро с обкомом партии с марта по август 1920 г. был членом Исполбюро обкома партии, а затем переводится в аппарат облисполкома — работает заместителем председателя, а затем председателем Семиречинского облисполкома.
В 1919—1920 годах участвовал, как политработник в сражениях на Семиреченском фронте с войсками Б. В. Анненкова и в подавлении Нарынского восстания. В 1921—1922 годах — заместитель председателя, председатель Семиреченского облисполкома.
В 1922 году был председателем оргкомитета по созыву «Съезда Кара-Киргизской Горной области» для создания самостоятельного государства киргизов. И в том же году руководил открывшимся в Пишпеке учредительном съезде киргизского народа, на котором планировалось провозгласить создание киргизской «Горной области» в составе Туркестанской АССР. Однако по телеграмме И. Сталина, решения Учредительного съезда были отменены, решение вопроса о создании самостоятельной Киргизской области было отложено.
В декабре 1922 года — единственный киргиз-делегат Учредительного съезда Советов, образовавшего СССР. В 1922 году был исключён из компартии (всего исключался и потом восстанавливался в партии четыре раза) и отозван из Семиречья в Ташкент.
Назначен начальником Главмилиции и коммунального управления НКВД Туркестанской Автономной ССР — член коллегии Наркомата земледелия ТАССР (1923), первый заместитель наркома внутренних дел ТАССР (до 1924), член коллегии наркомата земледелия Узбекистана (1924).
После национально-государственного размежевания в Средней Азии и создания Кара-Киргизской Автономной области в ноябре 1924 года командирован в Москву для разрешения важных для молодой области вопросов. В 1924—1925 годах назначается полномочным представителем Киргизии в Ташкенте.
В 1925 году стал одним из идейных вдохновителей и лидером написания письма в ВКП(б) в Москву «тридцатки» (30 крупных руководителей) с критикой методов главы партийной организации Киргизии М.Каменского, за которое впоследствии в том же году был исключен из партии совместно с другими лидерами. 25 июня 1925 года комиссия, возглавляемая Манжара, проверяя заявление «тридцатки», одним из инициаторов которой был А. Сыдыков, пришла к выводу о правомерности исключения его из партии. Это был последний эпизод в его партийной деятельности.
С 1926 года работал на сельскохозяйственном факультете Средне-Азиатского госуниверситета, был заместителем декана факультета водного хозяйства в Среднеазиатском хлопково-ирригационном институте.
В 1932 году по приглашению возвращается во Фрунзе и был назначен заместителем председателя Госплана Киргизской АССР, начальником животноводческого сектора.
В мае 1933 года арестован по делу о т. н. «Социалистической Туранской партии». Осуждён в феврале 1934 года коллегией ОГПУ СССР к расстрелу, но приведение приговора приостановлено и в июле 1934 года Военным трибуналом ТуркВО заменено 10 годам заключения в лагерях ГУЛАГа. В 1934—1937 годах отбывал срок в ЧитЛАГе и Ухто-Печорском исправительно-трудовом лагере НКВД в городе Ухта Коми АССР. В конце 1937 года этапирован во Фрунзе в связи с возбуждением нового дела. 10 февраля 1938 «тройкой» НКВД Киргизской ССР приговорен к высшей мере наказания и расстрелян 18 февраля 1938 года.
Реабилитирован посмертно 28 июля 1958 года.
Автор работ по вопросам истории и генеалогии киргизов.
- «Краткий очерк истории развития киргизского народа» (1926);
- «Родовое деление киргизов» (1927);
- «Организация выпаса скота в кочевой группе» (1930);
- «О джуте и бескормице в Средней Азии. Историческая характеристика» и др.
- Сборник «У истоков киргизской государственности» (Бишкек, 1996).

Ряд работ впервые были опубликованы лишь в 1992 г.